# CORDIC
CORDIC（英語：Coordinate rotation digital computer），也稱為Volder演算法（英語：Volder's algorithm），是一個可以計算三角函數，簡單且有效率的演算法，可以在任意進制下運算，一般會每次計算一位數字。因此CORDIC屬於逐位計算（Digit-by-digit）方法中的一個例子。
CORDIC演算法還有其他的名稱，像是圓形CORDIC (Jack E. Volder)、線性CORDIC、雙曲線CORDIC(John Stephen Walther)、及泛用雙曲線CORDIC（GH CORDIC, Yuanyong Luo et al.）。用類似的方式也可以計算雙曲函數、平方根、乘法、除法、指數及對數等。
CORDIC和一些名為「偽乘法」（pseudo-multiplication）、「偽除法」（pseudo-division）及factor combining的方法，常用在沒有乘法器的應用（像是簡單的微控制器以及FPGA），其中會用到的運算是加法、減法、位元移位及查找表。這些算法可歸類在「移位和相加」（shift-and-add）演算法中。在計算機科學中，若CPU沒有硬體的乘法器，常會用CORDIC來實現浮点数运算。

## 歷史
英國數學家亨利·布里格斯早在1624年時就已發現此算法，後來Robert Flower也在1771年時發現，不過後來是因為低複雜度的有限狀態CPU，才針對CORDIC作較進一步的最佳化。
CORDIC是在1956年問世，是由康维尔空氣電子部門的Jack E. Volder發現，一開始是因為要取代B-58轟炸機導航電腦上面的類比式解角器（resolver），更換成更準確而實時的數位方案。因此，有時也會將CORDIC稱為數位解角器（digital resolver）。
Volder的研究，是因為1946年版CRC化学和物理手册中的公式而得到靈感：
{\displaystyle {\begin{aligned}K_{n}R\sin(\theta \pm \varphi )&=R\sin(\theta )\pm 2^{-n}R\cos(\theta ),\\K_{n}R\cos(\theta \pm \varphi )&=R\cos(\theta )\mp 2^{-n}R\sin(\theta ),\\\end{aligned}}}
其中{\displaystyle \varphi }是使{\displaystyle \tan(\varphi )=2^{-n}}成立的值，且{\displaystyle K_{n}:={\sqrt {1+2^{-2n}}}}。
他的研究最後產生了一個內部的技術報告，提到用CORDIC演算法來求解正弦及餘弦函數，以及一個實現此功能的原型電腦。報告中也提到用修改版的CORDIC演算法計算雙曲函數、座標旋轉、對數及指數的可能性。用CORDIC來進行乘法和除法運算的想法也是在此時形成。依照CORDIC演算法的原則，Volder的同事Dan H. Daggett發展了在二進位以及二進碼十進數（BCD）之間轉換的演算法。

## 應用
CORDIC用簡單的移位和相加運算來處理像是三角函數、雙曲函數、對數函數、實數及複數乘法、除法、方根計算、線性系統求解、特徵值估測、奇异值分解、QR分解等。因此，CORDIC可以用在許多的應用中，像是信號處理、影像處理、通訊系統、机器人学及三维计算机图形等。

### 硬體
若沒有硬體乘法器的話，CORDIC一般會比其他算法要快很多，若是用FPGA或ASIC的話，使用的邏輯閘也會少很多。
CORDIC是FPGA開發應用程式（像是Xilinx的Vivado）中的標準半导体IP核，而不是使用特殊函數的冪級數實現，其原因是CORDIC IP的通用性，CORDIC可以計算許多不同的函數，而為特定函數開發的乘法器只能計算特定的函數。
另一方面，若有硬體乘法器（例如DSP），查表法及冪級數會比CORDIC快很多。近年來，CORDIC演算法常用在生醫應用中，尤其是用FPGA實現的應用。
使用泰勒级数的問題是此方法可以產生小的絕對誤差，但其中沒有良態的相對誤差。其他多項式近似法，例如Minimax近似演算法，可以同時控制這二種的誤差。

### 軟體
在CPU只有整數運算的古老系統中，會將CORDIC放在其IEEE 754函式庫的一部份。現代的通用CPU已有浮點運算暫存器，也有加法、減法、乘法、除法、三角函數、平方根、一般對數、自然對數等，幾乎沒有用到CORDIC的場合。只有一些有特殊安全性或是時間要求的應用程式才會用到CORDIC。

## 運作模式

### 旋轉模式
CORDIC可以用來計算許多不同的函數。以下說明如何在旋轉模式（rotation mode）下的CORDIC計算角度的正弦函數和餘弦函數，假設角度以弧度的定點格式表示。要找到一個角度{\displaystyle \beta }的正弦函數和餘弦函數，可以在單位圓上找到對應角度的y座標和座標。利用CORDIC，會從以下的向量{\displaystyle v_{0}}開始：
{\displaystyle v_{0}={\begin{bmatrix}1\\0\end{bmatrix}}.}

CORDIC演算法的圖解

在第一次的迭代時，向量逆時針轉45°，得到向量{\displaystyle v_{1}}。接著繼續的迭代，每一次的角度漸漸變小，旋轉方向可能順時針，也可能逆時針，直到得到想要的角度為止。每一次的角度為{\displaystyle \gamma _{i}=\arctan {(2^{-i})}}，其中{\displaystyle i=0,1,2,\dots }。
若以更正式的方式表示，每一次的迭代就是一次旋轉，也就是將向量{\displaystyle v_{i}}乘以旋转矩阵{\displaystyle R_{i}}：
{\displaystyle v_{i+1}=R_{i}v_{i}.}
旋转矩阵為
{\displaystyle R_{i}={\begin{bmatrix}\cos(\gamma _{i})&-\sin(\gamma _{i})\\\sin(\gamma _{i})&\cos(\gamma _{i})\end{bmatrix}}.}
利用以下兩個三角恆等式：
{\displaystyle {\begin{aligned}\cos(\gamma _{i})&={\frac {1}{\sqrt {1+\tan ^{2}(\gamma _{i})}}},\\\sin(\gamma _{i})&={\frac {\tan(\gamma _{i})}{\sqrt {1+\tan ^{2}(\gamma _{i})}}},\end{aligned}}}
旋转矩阵變成
{\displaystyle R_{i}={\frac {1}{\sqrt {1+\tan ^{2}(\gamma _{i})}}}{\begin{bmatrix}1&-\tan(\gamma _{i})\\\tan(\gamma _{i})&1\end{bmatrix}}.}
旋转向量{\displaystyle v_{i+1}=R_{i}v_{i}}就會變成下式
{\displaystyle {\begin{bmatrix}x_{i+1}\\y_{i+1}\end{bmatrix}}={\frac {1}{\sqrt {1+\tan ^{2}(\gamma _{i})}}}{\begin{bmatrix}1&-\tan(\gamma _{i})\\\tan(\gamma _{i})&1\end{bmatrix}}{\begin{bmatrix}x_{i}\\y_{i}\end{bmatrix}},}
其中{\displaystyle x_{i}}和{\displaystyle y_{i}}是{\displaystyle v_{i}}的分量，若將角度{\displaystyle \gamma _{i}}限制在使{\displaystyle \tan(\gamma _{i})=\pm 2^{-i}}的值，和tangent的乘法就以變成乘（或除）2的幂次，在數位電腦硬體中可以快速的用位元右移或左移來計算。因此上法會變成
{\displaystyle {\begin{bmatrix}x_{i+1}\\y_{i+1}\end{bmatrix}}=K_{i}{\begin{bmatrix}1&-\sigma _{i}2^{-i}\\\sigma _{i}2^{-i}&1\end{bmatrix}}{\begin{bmatrix}x_{i}\\y_{i}\end{bmatrix}},}
其中
{\displaystyle K_{i}={\frac {1}{\sqrt {1+2^{-2i}}}},}
且{\displaystyle \sigma _{i}}是用來判斷旋轉方向的。若角度{\displaystyle \gamma _{i}}為正，則{\displaystyle \sigma _{i}}為+1，否則則為−1。
所有的{\displaystyle K_{i}}因子可以在迭代過程中忽略，最後再一次乘以{\displaystyle K(n)}因子即可：
{\displaystyle K(n)=\prod _{i=0}^{n-1}K_{i}=\prod _{i=0}^{n-1}{\frac {1}{\sqrt {1+2^{-2i}}}},}
此數可以事先計算好存在表格中，若迭代次數是固定的，只需計算一個常數且儲存即可，甚至此修正也可以事先進行，將常數先乘以{\displaystyle v_{0}}，可以節省一次乘法。另外，可以注意到
{\displaystyle K=\lim _{n\to \infty }K(n)\approx 0.6072529350088812561694}
因此可以簡化演算法的複雜度。有些應用會避免修正{\displaystyle K}，因此此演算法本身會帶一個增益{\displaystyle A}：
{\displaystyle A={\frac {1}{K}}=\lim _{n\to \infty }\prod _{i=0}^{n-1}{\sqrt {1+2^{-2i}}}\approx 1.64676025812107.}
在夠多次的迭代後，向量的角度會接近想要的角度{\displaystyle \beta }。以一般的應用來說，40次的迭代（n = 40）已可以有小數10位的精度。
唯一未解決的問題是判斷每一次迭代要順時針旋轉或逆時針旋轉（選擇{\displaystyle \sigma }的值）。這可以記錄每一次旋轉的角度，從還需要旋轉的角度中減去此一角度，會得到下一個還需要旋轉的角度{\displaystyle \beta }。若{\displaystyle \beta _{n+1}}為正，需要順時針旋轉，否則，就需要順時針旋轉：
{\displaystyle \beta _{0}=\beta }
{\displaystyle \beta _{i+1}=\beta _{i}-\sigma _{i}\gamma _{i},\quad \gamma _{i}=\arctan(2^{-i}).}
{\displaystyle \gamma _{n}}的值需要事先計算且記錄下來。不過若是小角度，根據小角度近似，在定點數下可得{\displaystyle \arctan(\gamma _{n})=\gamma _{n}}，因此可以節省儲存用的空間。
如以上所述，角度{\displaystyle \beta }的正弦函數為其y坐標，餘弦函數為其x坐標。

### 向量模式
上述旋轉模式的演算法，是旋轉原來位在x軸上的單位向量。但此演算法可以用來旋轉角度在−{\displaystyle \pi /2}及{\displaystyle \pi /2}之間的任意向量，旋轉的方向則依{\displaystyle \beta _{i}}的正負號決定。
向量模式下的演算法和旋轉模式略有不同。其啟始向量的x坐標要為正值，y坐標則為任意值。持續轉動的目的是將向量旋轉到x軸（因此y座標為0）。每一步裡的旋轉方向會由y的值決定。{\displaystyle \beta _{i}}的最終值包括了總旋轉角度。x的最終值是原向量的大小，再乘以K。因此，可以看出向量模式可以進行直角坐標到極坐標的轉換。

## 實現
Java的Math類別中有scalb(double x,int scale)方法可以實現二進位的移位，C語言有ldexp函數，x86處理器有fscale浮點運算。

### 軟體範例（Python）
```
from
 
math
 
import
 
atan2
,
 
sqrt
,
 
sin
,
 
cos
,
 
radians

ITERS
 
=
 
16

theta_table
 
=
 
[
atan2
(
1
,
 
2
**
i
)
 
for
 
i
 
in
 
range
(
ITERS
)]

def
 
compute_K
(
n
):

    
"""

    Compute K(n) for n = ITERS. This could also be

    stored as an explicit constant if ITERS above is fixed.

    """

    
k
 
=
 
1.0

    
for
 
i
 
in
 
range
(
n
):

        
k
 
*=
 
1
 
/
 
sqrt
(
1
 
+
 
2
 
**
 
(
-
2
 
*
 
i
))

    
return
 
k

def
 
CORDIC
(
alpha
,
 
n
):

    
K_n
 
=
 
compute_K
(
n
)

    
theta
 
=
 
0.0

    
x
 
=
 
1.0

    
y
 
=
 
0.0

    
P2i
 
=
 
1
  
# This will be 2**(-i) in the loop below

    
for
 
arc_tangent
 
in
 
theta_table
:

        
sigma
 
=
 
+
1
 
if
 
theta
 
<
 
alpha
 
else
 
-
1

        
theta
 
+=
 
sigma
 
*
 
arc_tangent

        
x
,
 
y
 
=
 
x
 
-
 
sigma
 
*
 
y
 
*
 
P2i
,
 
sigma
 
*
 
P2i
 
*
 
x
 
+
 
y

        
P2i
 
/=
 
2

    
return
 
x
 
*
 
K_n
,
 
y
 
*
 
K_n

if
 
__name__
 
==
 
"__main__"
:

    
# Print a table of computed sines and cosines, from -90° to +90°, in steps of 15°,

    
# comparing against the available math routines.

    
print
(
"  x       sin(x)     diff. sine     cos(x)    diff. cosine "
)

    
for
 
x
 
in
 
range
(
-
90
,
 
91
,
 
15
):

        
cos_x
,
 
sin_x
 
=
 
CORDIC
(
radians
(
x
),
 
ITERS
)

        
print
(

            
f
"
{
x
:
+05.1f
}
°  
{
sin_x
:
+.8f
}
 (
{
sin_x
-
sin
(
radians
(
x
))
:
+.8f
}
) 
{
cos_x
:
+.8f
}
 (
{
cos_x
-
cos
(
radians
(
x
))
:
+.8f
}
)"

        
)

```

#### 輸出
```
$ 
python
 
cordic.py

  x       sin(x)     diff. sine     cos(x)    diff. cosine

-90.0°  -1.00000000 (+0.00000000) -0.00001759 (-0.00001759)

-75.0°  -0.96592181 (+0.00000402) +0.25883404 (+0.00001499)

-60.0°  -0.86601812 (+0.00000729) +0.50001262 (+0.00001262)

-45.0°  -0.70711776 (-0.00001098) +0.70709580 (-0.00001098)

-30.0°  -0.50001262 (-0.00001262) +0.86601812 (-0.00000729)

-15.0°  -0.25883404 (-0.00001499) +0.96592181 (-0.00000402)

+00.0°  +0.00001759 (+0.00001759) +1.00000000 (-0.00000000)

+15.0°  +0.25883404 (+0.00001499) +0.96592181 (-0.00000402)

+30.0°  +0.50001262 (+0.00001262) +0.86601812 (-0.00000729)

+45.0°  +0.70709580 (-0.00001098) +0.70711776 (+0.00001098)

+60.0°  +0.86601812 (-0.00000729) +0.50001262 (+0.00001262)

+75.0°  +0.96592181 (-0.00000402) +0.25883404 (+0.00001499)

+90.0°  +1.00000000 (-0.00000000) -0.00001759 (-0.00001759)

```

### 硬體範例
實現CORDIC需要的邏輯閘大約和乘法器相當，兩者都是用位元移位和加法所組合的。要選擇乘法器或是CORDIC會隨應用而定。若複數以其實部和虛部表示（直角座標），複數乘法會需要進行四次的乘法。但若複數以極座標表示，只要一個CORDIC即可處理，這更適合用在其乘積的量值不重要的應用（例如將向量和單位圓上的向量相乘的情形）。在數位下轉換器之類的通訊相關電路中，常會用到CORDIC。

## 雙重迭代CORDIC
在Vladimir Baykov的二篇文獻中，曾經提到用「雙重迭代」（double iterations）來實現反正弦函數、反餘弦函數、自然對數、指數函數以及雙曲函數。雙重迭代中的作法和傳統的CORDIC演算法不同，傳統的CORDIC演算法中，迭代變數會在每次迭代時加一。但在雙重迭代中，迭代變數會先重複一次，然後才加一。因此雙重迭代CORDIC演算法的迭代變數會是{\displaystyle i=0,0,1,1,2,2\dots }，而傳統CORDIC演算法的迭代變數是{\displaystyle i=0,1,2\dots }。雙重迭代法保證方法的收斂，不過其引數的有效範圍會變化。
針對{\displaystyle R}進制數字系統中，通用的CORDIC收斂問題，可以證明針對正弦、餘弦及反正切函數，每一個i（i = 0或1到n，其中n是位數）進行{\displaystyle R-1}次迭代就可以保證收斂。若是自然對數、指數、雙曲正弦、雙曲餘弦及雙曲反正切函數，每一個i需要進行{\displaystyle R}次迭代。若是反正弦函數及反餘弦函數，每一個i需要進行2 {\displaystyle R-1}次的迭代。
若是雙曲反正弦及雙曲反餘弦函數，每一個i需要進行2R次的迭代。

## 相關演算法
CORDIC屬於「移位及加法」（shift-and-add）的演算法，就像Henry Briggs文獻提到的對數和指數演算法一樣。BKM演算法也是可以計算許多基本函數的移位及加法演算法，是複數平面下對數和指數演算法的推廣。BKM可以計算實數角度{\displaystyle x}（以弧度表示）的正弦和餘弦，其方式是計算{\displaystyle 0+ix}的指數，也就是{\displaystyle \operatorname {cis} (x)=\cos(x)+i\sin(x)}。BKM演算法比CORDIC要複雜一些，但其優點是不需考慮比例因子（K）。